# Orogenèse taconienne

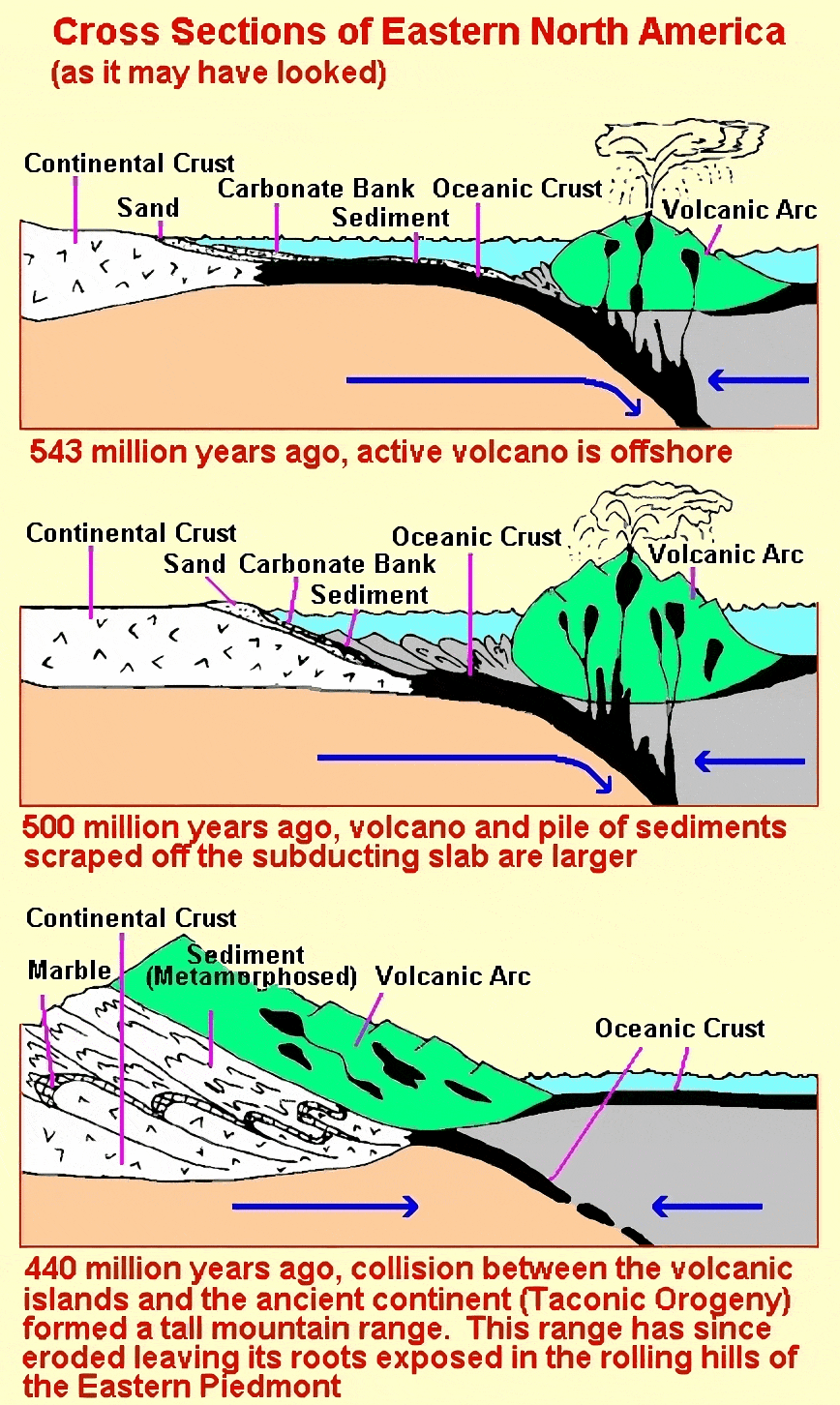
Mécanisme de l’orogenèse taconienne

L’orogenèse taconienne est une phase de plissement du paléozoïque.
Un arc volcanique insulaire (terrane), est entré en collision avec le continent Laurentia entre 470 et 450 millions d’années sur sa côte sud (actuelle côte est des États-Unis). Cette collision a donné naissance à une vaste chaîne de montagnes s'étendant de l'est du Canada (dans ce qui est aujourd’hui le Nouveau-Brunswick) jusqu'au Piedmont de la côte est des États-Unis (Est de la Pennsylvanie, de la Virginie et de la Caroline du Nord). Lorsque la chaîne de montagne s'est érodée au Silurien et au Dévonien, ses sédiments se sont dispersés à travers les actuelles Appalaches et le centre du continent Nord-américain.
Cette orogenèse a été suivie 50 millions d’années plus tard par la collision d’Avalonia et l’orogenèse calédonienne. Le système taconien a été décrit pour la première fois par Ebenezer Emmons.

## Chaînes de Nouvelle-Angleterre et du Nouveau-Brunswick
Dès le début du Cambrien, il y a environ 550 millions d'années, l'océan Iapétus commença à se refermer. Le poids accumulé des sédiments, conjugué aux forces tectoniques comprimant la croûte terrestre, ont fait fléchir la côte est du continent Nord-américain. Ainsi les dépôts calcaires superficiels, qui persistaient sur la plate-forme continentale de la fin du Cambrien au début de l'Ordovicien, ont formé des dépôts de limons clastiques, noyés au cours de l'Ordovicien Moyen. Il s'est formé une zone de contact le long de la côte est d'un petit archipel. Les roches crustales sous l'océan Iapétus ont glissé à l'intérieur du manteau terrestre, le long d'une zone de subduction s'enfonçant vers l'est. L'eau interstitielle qui, par compression, s'exprimait de la plaque plongeante, a corrélativement chargé en eau les péridotites de la portion du manteau chevauchant, abaissant leur point de fusion. Cela a entraîné une fusion partielle des péridotites dans le manteau, produisant du magma repoussé vers la surface pour former l'arc insulaire de Bronson Hill.
À la fin de l'Ordovicien, cet arc insulaire était entré en collision avec le continent Nord américain. Les roches sédimentaires et ignées piégées entre les masses continentales subirent un plissement intense accompagné de la formation de failles, et soumises à un métamorphisme d'intensité variable : ce fut l'épisode final de l'orogenèse taconienne. On désigne par « Ligne de Cameron » la zone de suture formant le dernier vestige de cette collision de l'arc insulaire et du continent. Au fil de millions d'années, cette Ligne de Cameron a serpenté vers le sud jusqu'à l'ouest du Connecticut et passe dans la moitié sud de New York à travers le Bronx, suivant grossièrement la vallée de l'East River. Elle s'étend vers le sud sous la couche sédimentaire de Staten Island et le littoral du New Jersey. En général, les roches du substrat situées à l'ouest de la Ligne de Cameron sont considérées comme autochtones, c'est-à-dire qu'elles n'ont pas subi de transport significatif par processus tectonique. On y retrouve les sédiments côtiers d'origine, métamorphosés. Les roches à l'est de la Ligne de Cameron sont au contraire allochtones, c'est-à-dire qu'elles ont été repoussées au-dessus des roches autochtones sur plusieurs dizaines, voire plusieurs centaines de kilomètres. Ces roches se sont déposées à l'origine au fond d'une profonde lagune. La Ligne de Cameron est la trace d'une zone de subduction devenue inactive lorsque l'arc insulaire taconien est entré en collision et s'est agrégé à la plate-forme orientale de l'Amérique du Nord. Plusieurs des roches à l'est de la Ligne de Cameron tapissaient autrefois le fond de l'Océan Iapetus.
L’orogenèse taconienne prit fin à la fin de l'Ordovicien (il y a environ 440 millions d'années), avec le terme de la subduction et l'accrétion de la terrane de Iapetus et des franges orientales du continent nord-américain. Cela entraîna la formation d'une vaste chaîne de montagnes traversant la Nouvelle-Angleterre, le Nouveau-Brunswick et, à un moindre degré, le piémont de Virginie et de Caroline du Nord. La nouvelle plate-forme continentale s'est peu à peu stabilisée. L'érosion a continué à arraser les sommets. Les mers intérieures du centre du continent nord-américain ont migré vers l'est jusqu'à la baie de New York, piégeant les dépôts calcaires et détritiques. Cette période peu active du point de vue tectonique a persisté jusqu'à la fin du Dévonien (il y a environ 360 millions d'années) et le début de l'orogenèse acadienne.

## Les Appalaches méridionales
Dans les Appalaches méridionales de l'Alabama, de Géorgie et de Caroline du Nord, l'orogenèse taconienne n'est pas liée à la collision d'un arc insulaire avec Laurentia. Les géologues spécialistes de ce massif se sont longtemps interrogés sur l'absence de l'arc terrane caractérisant les couches taconiennes de la Nouvelle-Angleterre. Ici, la plate-forme continentale de Laurentia semble avoit été confrontée à un bassin arrière-arc au cours de l'Ordovicien, ce qui suggère que la croûte océanique de Iapetus a glissé par subduction sous la plaque Laurentienne, c'est-à-dire un mécanisme inverse de celui de Nouvelle-Angleterre,. Contrairement à l'Ordovicien de la Nouvelle-Angleterre, les roches d'Alabama, de Géorgie et de Caroline du Nord, y compris celles du filon aurifère de Dahlonega, la ceinture de Talladega, (Alabama et Géorgie), et l'est des montagnes Blue Ridge, ne sont pas caractéristiques d'un arc volcanique à strictement parler. Leurs caractéristiques, notamment géochimiques, sont celles des bassins d'arrière-arc, qui se forment derrière la chaîne volcanique de la plaque chevauchante,. La présence de ces roches du début de l'Ordovicien (vieilles de 480 à 460 millions d'années) en contact direct, ou de cisaillement, avec les roches de la plate-forme Laurentienne et les coteaux des Appalaches méridionales semblent indiquer qu'elles se sont formées le long de Laurentia, au-delà du talus continental. Dans les Appalaches méridionales, le front du plateau continental de Laurentia à l'Ordovicien devait ressembler à celui de l'actuelle Mer du Japon, où la plaque continentale est séparée d'un arc volcanique par un étroit bras de mer. Les autres indices en faveur de cette hypothèses sont le mélange de zircons détritiques de l'Ordovicien et de Grenville (env. 1 milliard d'années) dans les strates sédimentaires ayant subi un métamorphisme, et l'intercalation de roches ignées métamorphosées de l'Ordovicien avec des roches sédimentaires venant de Laurentia,.

## Relation avec l'orogène Famatinien

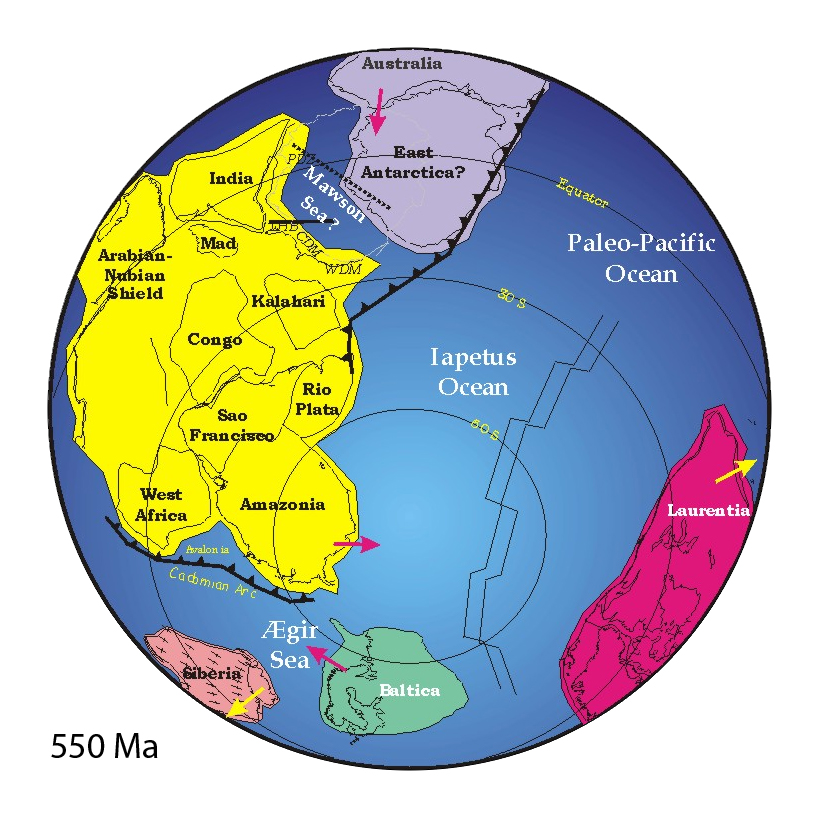
Reconstitution paléogéographique de Gondwana et de Laurentia il y a 550 millions d'années, avant l'orogène Famatinien. Cet orogène a affecté le côté est de la zone du Río Plata.

L'Orogenèse de Famatina, qui a affecté le Gondwana occidental (c'est-à-dire l'actuelle Amérique du Sud) était contemporaine de l'épisode taconien, et il a été suggéré qu'elle pourrait bien en avoir été le prolongement vers le sud. Le continent Laurentia serait entré en collision avec l'ouest du Gondwana au début du Paléozoïque du fait de la fermeture de l’océan Iapetus. Selon cette hypothèse, la terrane de Cuyania serait un bloc allochtone de Laurentia qui se serait agrégé au Gondwana ; mais cette théorie ne fait pas l'unanimité : Cuyania aurait pu se détacher de Laurentia, dériver à travers l'océan Iapetus et finalement s'agréger au Gondwana. Un troisième modèle pose que Cuyania est para-autochtone et s'est déplacée sous l'action de décrochements issus, non de Laurentia mais de Gondwana.

## Conséquences
Avec la fin de l'orogenèse Taconienne au début du Silurien, les plissements de la vallée de l'Hudson ont été nivelés par l'érosion. Les sédiments, produits par l'érosion des sommets de Nouvelle-Angleterre, s'y sont accumulés. Un témoin de cette transformation du relief est la Formation de Shawangunk, une falaise massive de grès-quartzite et de conglomérats d'époque silurienne, dont la base forme à travers la région une discordance avec le pendage plus ou moins prononcé des strates pré-siluriennes. Cette falaise de Shawangunk s'étend vers le sud depuis la vallée de l'Hudson, le long du versant oriental des Catskills et présente un rejet spectaculaire à Shawangunk Ridge, à l'ouest de New Paltz. Au sud et à l'ouest, c'est une falaise qui longe la crête des Monts Kittatinny dans le New Jersey.
Tout au long du Silurien, les dépôts de sédiments alluviaux grossiers ont formé des bancs peu épais de limons marins, et provoqué finalement l'accumulation de calcaires et de récifs formés par accumulation d'algues calcifiées et de coraux, de stromatoporoïdes, de brachiopodes etc. L'oscillation eustatique du niveau de la mer a modifié l'environnement de sorte que les fossiles, la nature et la composition des dépôts sédimentaires ont changé au fil du temps. Ces variations de texture ou de composition des strates permettent d'identifier les différentes formations sédimentaires entre le Silurien et le Dévonien dans partie du globe.